# Perilla (planta)
Perilla es un género de plantas con flores perteneciente a la familia Lamiaceae. Su especie mejor conocida, Perilla frutescens, es originaria de las regiones subtropicales de Asia

## Taxonomía
Perilla frutescens fue descrita por (L.) Britton y publicado en Nova Genera et Species Plantarum seu Prodromus 34. 1788.
Sinonimia
- Ocimum frutescens L.[3]

## Uso culinario

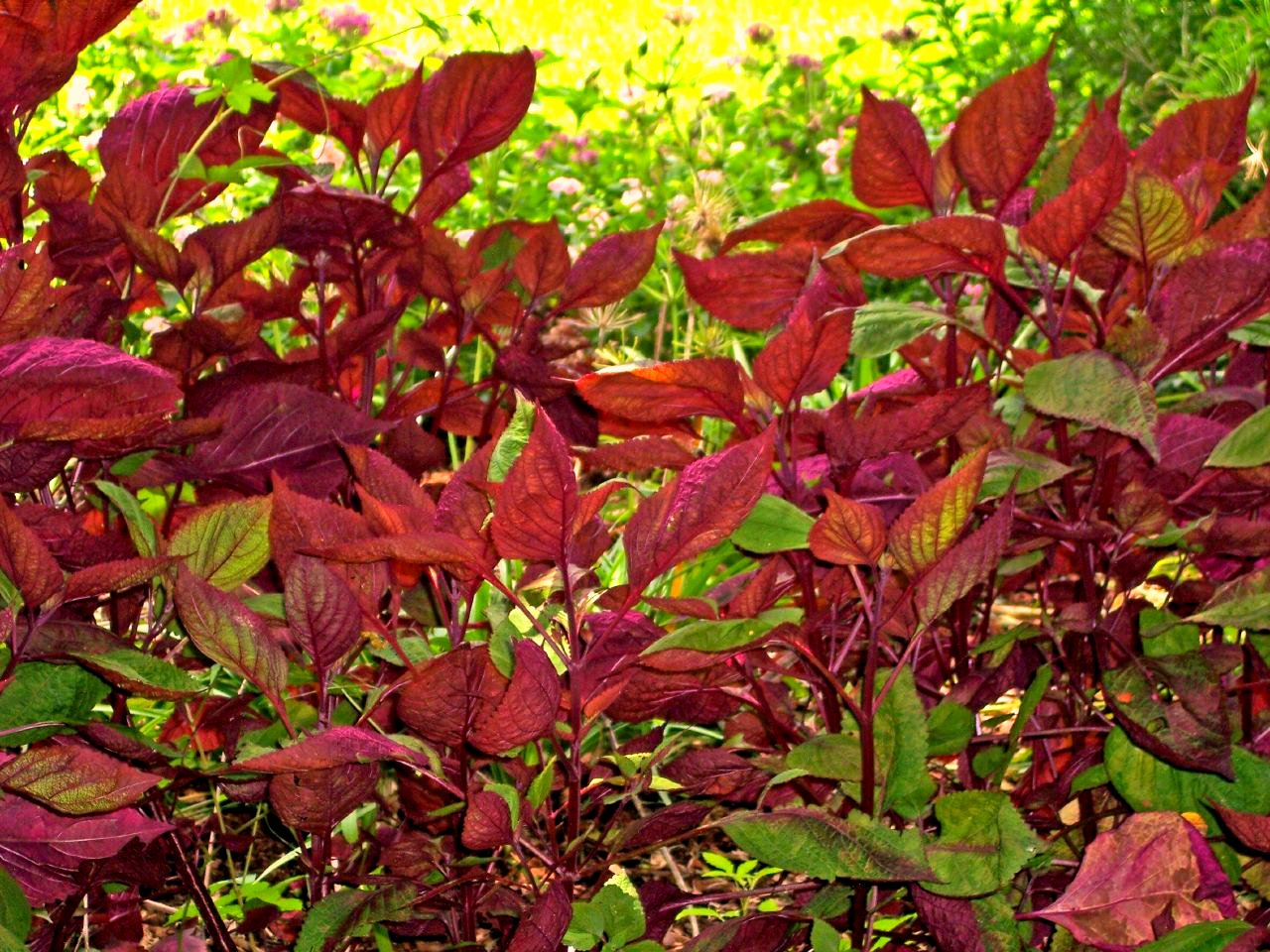
Perilla frutescens

Las variedades de perilla se cultivan y consumen principalmente en Corea, Japón, Tailandia y Vietnam. Las hojas, semillas y aceite de semillas de Perilla frutescens se utilizan ampliamente en la cocina coreana, mientras que las hojas, semillas y brotes de P. frutescens var. crispa se utilizan en las cocinas japonesa y vietnamita.

## Herbalismo
La perilla es una de las 50 hierbas fundamentales de la Medicina Tradicional China. Se llama 'zi su' (紫苏/紫蘇) y se utiliza para disipar el viento frío, la hinchazón y los problemas estomacales y pulmonares. A veces se combina con Tu Huo Xiang o Guang Huo Xiang para disipar la humedad y tonificar el qì.